# Württemberger Zeitung

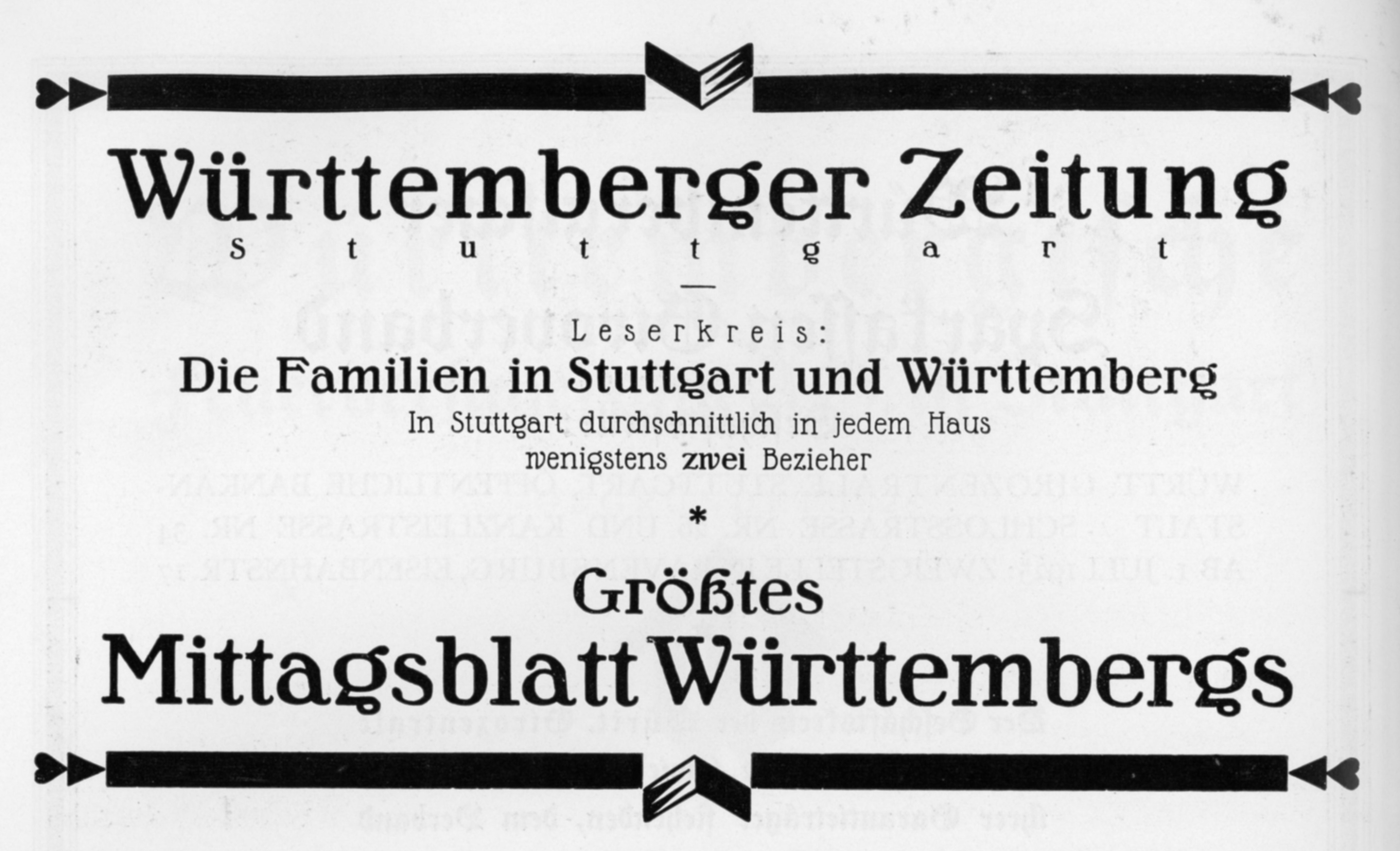
Werbeanzeige für die „Württemberger Zeitung“ von 1925

Die Württemberger Zeitung war eine liberale Tageszeitung, die von 1907 bis 1945 in Stuttgart erschien. 

## Geschichte
Die Württemberger Zeitung wurde von den Zeitungsverlegern Gustav Fuchs, August Huck und August Madsack gegründet. Vor dem ersten Erscheinungstag, dem 7. September 1907, erschien eine mehrseitige Vorankündigung, die in 120.000 Exemplaren verbreitet wurde. Die neue Zeitung wurde darin als „politisches Organ von vornehmer Haltung“ und als parteiübergreifend beschrieben – mit der national-konservativen Einschränkung: „Treue zu König und Kaiser zum engeren und weiteren Vaterland!“.  Neben der Reichs-, Landes- und Kommunalpolitik gab es die Rubriken Wirtschaft, Unterhaltung, Frauenwelt, Technik, „Briefkasten“ (für Leserbriefe), Gerichtswesen, Gesundheit, Familie und Sport.
Besonders warb man in der Ankündigung mit der unentgeltlichen Zustellung der Zeitung. Die Startauflage der Zeitung betrug 100.000 Exemplare. Bis Ende 1908 hatten knapp 60.000 Leserinnen und Leser die Zeitung abonniert, im Jahr 1913 veröffentlichte die Zeitung insgesamt fast 230.000 Anzeigen. Die Zeitung galt als die zweitgrößte Tageszeitung in Württemberg.
Der Stuttgarter Sitz der Zeitung war ein neuerbautes, hochmodernes Zeitungsgebäude, das von der Architektengemeinschaft Bihl & Woltz entworfen worden war. In diesem Gebäude in der Hospitalstraße 12 war von der Anzeigenannahme über die Redaktion, die Setzerei, die Druckerei bis hin zum Versandraum der gesamte Betrieb der Zeitung untergebracht. 
Die Zeitung enthielt im Laufe der Jahre verschiedene Beilagen: den „Schwabenspiegel“, die „Württemberger Illustrierte Zeitung“ und „Der Schwäbische Hausfreund“, der sich an jugendliche Leser wandte. Daneben die Beilagen „Wertarbeit und Edelware“, „Bauen und Wohnen“, „Das Kleid der Frau“ und „Die Hilfe im Haus“. Besonderen Wert legte man auf den Sportteil. In diesem Bereich war die „Württemberger Zeitung“ Vorreiter.
1909 wurde die „Württemberger Zeitung“ in ein gemeinsames Unternehmen mit dem vormaligen Konkurrenten, dem Stuttgarter Neuen Tagblatt überführt. Seit diesem Jahr stand die Württemberger Zeitung unter der Leitung des Direktors Eugen Deppe (1877–1933).
In einem Rückblick zum 20-jährigen Bestehen der Zeitung wurde die republikfreundliche Haltung der Zeitung nach 1918 deutlich. Die Zeitung verbreitete gerade nicht die Lüge der sog. „Dolchstoßlegende“ weiter, vielmehr hieß es, in der Revolution von 1918/19 hätten diejenigen, „die bis dahin in der ersten Reihe standen, kläglich versagt“. In der Errichtung der Weimarer Republik habe man „eine geschichtliche Notwendigkeit“ gesehen und sich „ohne Vorbehalt zu der Verfassung von Weimar bekannt.“
Dementsprechend erschien zum 25-jährigen Jubiläum am 7. September 1932 eine 72-seitige Beilage mit zahlreichen Beiträgen prominenter liberaler Autoren aus Politik, Wissenschaft und Kultur, unter ihnen zum Beispiel der damalige Reichstagsabgeordnete und spätere Bundespräsident Theodor Heuss oder Reinhold Maier, damals württembergischer Wirtschaftsminister und nach dem Zweiten Weltkrieg erster Ministerpräsident von Baden-Württemberg. Der Chefredakteur August Kemper (1870–1945) schrieb in dieser Festausgabe fast prophetisch: „In den heillosen politischen Wirren sind Diktaturbestrebungen aufgekommen, und sie vertragen sich mit einer freien Presse grundsätzlich nicht. […] Die Pressefreiheit gilt heute nicht mehr viel, und sie ist ganz unsicher geworden“.
Wie zahlreiche andere Tageszeitungen wurde auch die „Württemberger Zeitung“ nach der sog. „Machtergreifung“ der Nationalsozialisten „gleichgeschaltet“ und diente als Propagandainstrument der NS-Machthaber. Die Zeitung erschien – anders als andere Stuttgarter bzw. württembergische Zeitungen – bis in die letzten Tage des NS-Regimes hinein und stellte erst mit dem 20. April 1945 ihr Erscheinen ein.